# Antoni Martínez i Domingo
Antoni Martínez i Domingo (Barcelona, 12 de juny de 1867 - 7 d'octubre de 1942) fou un advocat i polític català que va ser alcalde de Barcelona en tres mandats alterns entre 1919 i 1922. En el mateix període va ser president de l'Ateneu Barcelonès.

## Biografia
Pertanyia a una família de propietaris benestants. El seu pare José Martínez i Álvarez era natural d'Astúries i la seva mare Dolors Domingo Aran era nascuda a l'Havana. Catòlic militant, inicià la seva carrera política dins les files del Partit Conservador, amb el que fou escollit regidor de l'ajuntament de Barcelona a les eleccions municipals de 1897. Va ocupar accidentalment l'alcaldia de Barcelona el 1900, però el 17 de setembre la deixà en solidaritat amb uns regidors municipals expedientats pel Ministeri de Governació.
Malgrat les seves simpaties regionalistes, durant les convulsions internes que sacsejaren el Partit Conservador es va alinear al costat d'Eduardo Dato e Iradier, i fou nomenat alcalde de Barcelona el 1915-1916 i el 1917. Tanmateix, quan l'Assemblea de Parlamentaris es reuní a Barcelona decidí donar-los suport, s'enfrontà al govern espanyol i va dimitir. Al mateix temps, el 1918 va abandonar el Partit Conservador per a ingressar a la Lliga Regionalista, amb la que fou novament escollit alcalde de Barcelona entre 1919 i 1922.
El maig de 1920 es va enfrontar al governador militar de Barcelona, Severiano Martínez Anido, a causa d'una càrrega policial a la sortida del parlament del mariscal Josep Joffre durant la celebració dels Jocs Florals de Barcelona, exigint la dimissió del governador civil comte de Salvatierra. Enmig del pistolerisme i els enfrontaments entre el Sindicat Lliure i la CNT, el 17 de juny de 1921 fou greument ferit en un atemptat a trets quan anava en cotxe a l'ajuntament. L'autor de l'atemptat fou el militant de CNT Salvador Salsench Sala i la finalitat última, però, era l'assassinat de Martínez Anido quan encapçalés l'enterrament de l'alcalde. Es va refer de les ferides i el maig de 1922 deixà l'alcaldia. Aleshores fou elegit diputat per la Lliga Regionalista a les eleccions generals espanyoles de 1923 però deixà l'escó en proclamar-se la dictadura de Primo de Rivera. Quan arribà al govern Dámaso Berenguer y Fusté el 1930 fou novament regidor de l'ajuntament de Barcelona i delegat del Ministeri de Treball a Catalunya. Després de les eleccions municipals espanyoles de 1931 fou nomenat alcalde accidental, però fou deposat el mateix 14 d'abril per Lluís Companys, qui des del balcó de l'ajuntament va proclamar la Segona República a Catalunya.
Fou elegit diputat de la Lliga Catalana a les eleccions al Parlament de Catalunya de 1932, on fou nomenat vicepresident segon de la Mesa del Parlament de Catalunya i fou mitjancer en nombrosos afers de caràcter jurídic o polític a causa del seu reconegut esperit de concòrdia. Durant els fets del sis d'octubre de 1934 es va mantenir al marge i quan fou empresonat el govern català en bloc exigí ser nomenat President de la Generalitat com li corresponia reglamentàriament per la seva condició de vicepresident segon, però en comptes seu fou nomenat el governador militar Francisco Jiménez Arenas. Com a President del Parlament va interposar un recurs d'inconstitucionalitat contra la llei de 2 de gener de 1935 que suspenia l'autonomia catalana i el parlament, i atorgava les facultats al govern de l'estat que podia decidir la seva durada. El recurs va ser resolt pel Tribunal de Garanties Constitucional en sentencia de 5 de març de 1936 que la va declarar inconstitucional i va permetre restablir la legalitat del Parlament i el govern de Lluís Companys després de ser amnistiat per la llei del 21 de febrer de 1936.
En esclatar la guerra civil espanyola va cercar aixopluc a l'estranger, i quan acabà el conflicte va tornar a Barcelona i no participà més en política. Casat amb Josefa Torres i Gener (neta de Josep Gener i Batet) vivien a la Casa Cendoya al Passeig de Gràcia, 53 de Barcelona, varen tenir diversos fills.

## Presidència de l'Ateneu
Martínez Domingo va ser el president de l'Ateneu Barcelonès entre 1920-1922, durant dos mandats consecutius i, per tant, coincidint amb el càrrec d'alcalde. Va comptar en la seva junta amb personatges destacats de la coneguda com a «Penya Gran», com Joaquim Borralleras de secretari de la junta. Després d'un període convuls, el seu mandat va ser tendent a l'estabilització dins de la inestabilitat social imperant. És un període en què es produeixen algunes conferències destacades com la del doctor Adrien Karl sobre la radioactivitat; de la poeta Andrée de Brugière amb un contingut sobre l'autonomia intel·lectual de Catalunya; de l'escriptor Jules Romains o del filòsof Bertrand Russell que va parlar sobre la situació social i internacional.